# Accident nuclear de Kixtim
L'accident nuclear de Kixtim fou un accident de contaminació radiològica que tingué lloc el 29 de setembre de 1957 a Maiak, un lloc de producció de plutoni per a armes nuclears i combustible nuclear per a plantes de reprocessament a la Unió Soviètica. Tingué una magnitud de nivell 6 en l'Escala internacional d'accidents nuclears (INES), esdevenint així en el tercer accident nuclear més perillós mai registrat, després del desastre nuclear de Fukushima Daiichi i el de Txernòbil (tots dos de nivell 7 segons l'INES). L'accident ocorregué prop d'Oziorsk, a l'óblast de Txeliàbinsk, una ciutat tancada construïda al voltant de la planta de Maiak. Com que Oziorsk/Maiak (també coneguda com a Txeliàbinsk-40) no es trobava als mapes per ser una ciutat tancada, el desastre rebé el nom de Kixtim, que és la vila més propera. L'accident va contaminar 2.700 quilòmetres quadrats i va emetre un bilió de m³ de residus líquids, d'alta i baixa radioactivitat, com ara plutoni, ruteri, triti, cesi i estronci. Nombrosos llacs i trenta pobles van quedar contaminats, fet que va implicar l'èxode de 60.000 persones, que van haver de ser evacuades a d'altres regions. Fins a l'arribada de la Glasnost, les autoritats soviètiques van mantenir l'accident en secret.

## Antecedents
Després de la Segona Guerra Mundial, la Unió Soviètica quedà enrere dels Estats Units pel que fa al desenvolupament d'armes nuclears, per tant començà un programa afanyat d'investigació i desenvolupament per produir prou quantitat d'urani i plutoni per a armes. La planta de Maiak fou construïda ràpidament entre el 1945 i el 1948. Les llacunes en el coneixement sobre física nuclear dels científics soviètics feren difícil jutjar moltes de les decisions sobre seguretat. Les preocupacions medioambientals no eren preses seriosament durant els primers anys del procés de desenvolupament. Els sis reactors nuclears estaven al llac Kiziltaix i utilitzaren un sistema de refredament de cicle obert, descarregant aigua contaminada directament de tornada al llac. En un principi Maiak vessava residus radioactius d'alt nivell a un riu proper, el qual portava aquells residus al riu Obi, i d'allà a l'oceà Àrtic. Més endavant s'utilitzà el llac Karaixai com magatzem a l'aire lliure.

## Explosió
El 1957, el sistema de refrigeració en un dels tancs que contenien entre 70 i 80 tones de residus radioactius líquids va fallar, i no va ser reparat. La seva temperatura va començar a augmentar, el que va causar l'evaporació i una explosió química de residus secs, que consisteix principalment en nitrat d'amoni i acetats. L'explosió, el 29 de setembre de 1957, amb una força equivalent d'entre 70 i 100 tones de TNT, va fer enlairar la coberta de 160 tones de formigó. No hi va haver víctimes immediates com a conseqüència de l'explosió, però va es va emetre aproximadament 20 MCi (800 PBq) de radioactivitat. La major part d'aquesta contaminació es va dipositar prop del lloc de l'accident i va contribuir a la contaminació del riu Techa, però una pluma que contenia 2 MCi (80 PBq) de radioisòtops es va repartir en centenars de quilòmetres, cobrint una àrea habitada d'aproximadament un quart de milió de persones. Les àrees prèviament contaminades dins de la zona afectada inclouen el riu Techa, que ja havia rebut 2,75 MCi (100 PBq) de residus abocats deliberadament, i el llac Karatxai, que havia rebut 120 MCi (4.000 PBq). 9